# Moret Loing et Orvanne
Moret-Loing-et-Orvanne era una comuna nueva francesa que estaba situada en el departamento de Sena y Marne, de la región de Isla de Francia.

## Historia
Fue creada el 1 de enero de 2016, en aplicación de una resolución del prefecto de Sena y Marne de 29 de octubre de 2015 con la unión de las comunas de Écuelles, Épisy, Montarlot y Moret-sur-Loing, pasando a estar el ayuntamiento en la antigua comuna de Orvanne.
Hasta el momento de la creación de la comuna nueva de Moret-Loing-et-Orvanne, las comunas de Écuelles y Moret-sur-Loing, formaban parte de la comuna de Orvanne como comunas delegadas.
El 1 de enero de 2017 la comuna de Moret-Loing-et-Orvanne fue suprimida al fusionarse con la comuna de Veneux-les-Sablons, pasando sus comunas delegadas a formar parte de la comuna nueva de Moret-Loing-et-Orvanne.

## Demografía
| Gráfica de evolución demográfica de Moret-Loing-et-Orvanne entre 1800 y 2014 |
|                                                                              |

Los datos entre 1800 y 2014 son el resultado de sumar los parciales de las cuatro comunas que forman la nueva comuna de Moret-Loing-et-Orvanne, cuyos datos se han cogido de 1800 a 1999, para las comunas de Écuelles, Épisy, Montarlot y Moret-sur-Loing de la página francesa EHESS/Cassini. Los demás datos se han cogido de la página del INSEE.

## Composición
| Comuna delegada | Código INSEE | Población (2013) | Superficie (km²) | Densidad (hab./km²) |
| --------------- | ------------ | ---------------- | ---------------- | ------------------- |
| Écuelles        | 77166        | 2489             | 11.81            | 211                 |
| Épisy           | 77170        | 552              | 7.41             | 74                  |
| Moret-sur-Loing | 77316        | 4305             | 4.94             | 871                 |
| Montarlot       | 77299        | 234              | 5.21             | 45                  |